# Хамза аль-Дардур
Хамза Али Халед аль-Дардур (араб. حمزة علي خالد الدردور‎; англ. Hamza Ali Khaled Al-Dardour; род. 12 мая 1991, Эр-Рамта, Ирбид) — иорданский футболист, нападающий сборной Иордании и футбольного клуба «Аль-Хусейн». Лучший бомбардир в истории сборной Иордании.
Многие источники неправильно пишут его фамилию как Аль-Дарадрех.

## Клубная карьера
Во взрослом футболе Хамза дебютировал в 2007 году за команду «Эр-Рамта», в которой провёл шесть сезонов, приняв участие в 68 матчах чемпионата. В составе был одним из главных бомбардиров команды, имея среднюю результативность на уровне 0,38 гола за игру первенства.
В 2009 году был арендован клубом «Шабаб Аль-Ордон».
В 2012 году был арендован саудовским клубом «Наджран». Большую часть времени, проведённого в составе «Наджрана», был основным игроком атаки команды. В новом клубе был среди лучших бомбардиров, отличаясь забитым голом в каждой второй игре чемпионата.
В состав другого саудовского клуба «Аль-Халидж» присоединился в 2014 году также на условиях аренды. Сыграл за саудовскую команду 19 матчей и забить 7 голов в национальном чемпионате.
В 2015 году, после долгих лет, покинул родной клуб «Эр-Рамта» и перешёл в саудовский «Аль-Фейсали (Харма)». Проведя в команде полгода, Хамза перешёл в «Аль-Кувейт».
Летом 2016 года вернулся в клуб «Эр-Рамта».
В 2017 году перешёл в более известный иорданский клуб «Аль-Вихдат».
В 2020 году вновь вернулся в клуб «Эр-Рамта» и сходу стал капитаном.

## Выступления за сборную
В 2007 году Хамза дебютировал в составе юношеской сборной Иордании, принял участие в 5 играх на юношеском уровне, отметившись 4 забитыми голами. В течение 2010—2014 лет привлекался в состав молодёжной сборной Иордании. На молодёжном уровне сыграл в 23 официальных матчах, забил 13 голов.
2 января 2011 года дебютировал в официальных матчах за национальную сборную Иордании в товарищеском матче против Узбекистана, он вышел на замену вместо Хассана Абдель-Фаттаха.
В составе сборной был участником Кубка Азии 2015 года в Австралии. На турнире Хамза забил четыре гола в ворота Палестины, а матч завершился со счётом 5:1. Это был единственный покер на турнире, и писатель The Guardian сообщил: «Это был чистый гол браконьера, три удара были нанесены в результате бросков из аута после точного попадания в штрафную».
На данный момент провёл в форме главной команды страны 101 матч и забил 32 гола.